# امبیت
امبیت (به اسپانیایی: Ambite) یک شهرستان در اسپانیا است که در مادرید (بخش خودمختار) واقع شده‌است.

## خصوصیات
امبیت ۲۶ کیلومترمربع مساحت و ۴۶۷ نفر جمعیت دارد و ۷۷۰ متر بالاتر از سطح دریا واقع شده‌است.